# Nekrolog 1705
Nekrolog
◄◄
| ◄
| 1701
| 1702
| 1703
| 1704
| 1705 | 1706 | 1707 | 1708 | 1709 | ► | ►►
Weitere Ereignisse | Allgemeiner Nekrolog 1705
Die Beschreibung der verstorbenen Person sollte so kurz wie möglich gehalten sein und nur deren signifikante Tätigkeit(en) enthalten.
Neue Namen ggf. auch unter dem Geburts- und Sterbedatum, also etwa unter 1. Januar und im Geburts- und Sterbejahr (2024) eintragen (nur bei entsprechender großer Wichtigkeit). Für Beispiele siehe die schon vorhandenen Artikel.
Außerdem über die fünf zuletzt Verstorbenen, zu denen es einen ausreichend guten Artikel für eine Präsentation auf der Hauptseite gibt, nach der todesbedingten Überarbeitung der Artikel ggf. auch unter Wikipedia Diskussion:Hauptseite informieren und sie am besten auch in den anderen Wikipedia-Sprachversionen eintragen. Tipp: Regelmäßig bei news.google.de nach „ist tot“, „gestorben“ oder „verstorben“ suchen.
Wenn eine Person gestorben ist, gibt es viele Seiten zu dieser Person in der Wikipedia, die davon auch betroffen sind und entsprechend aktualisiert werden müssen. Beispiele: Namenübersichtsseite, Geburtsjahr, Geburtsort-Seiten und viele mehr.
Wie finde ich die betroffenen Seiten?
Im Suchfeld auf der linken Seite gibt man den Suchbegriff so ein: „Vorname Nachname“. Dann klickt man auf Volltext und alle Seiten mit entsprechendem Suchtext werden aufgerufen. Hier sieht man dann schnell, wo auch das Todesjahr Sinn macht oder sogar ein Teil des Artikels angepasst werden muss. Auch hilft das „Werkzeug“ auf der linken Seite sehr gut, um solche Seiten aufzufinden: „Links auf diese Seite“. Somit ist die Wikipedia wieder aktuell in allen Bereichen! Hinweis: bei Eintragung der Kategorie „Gestorben JAHR“ wird der Missbrauchsfilter 49 ausgelöst, was jedoch nicht schlimm ist. Siehe: Spezial:Missbrauchsfilter/49
Dies ist eine Liste von im Jahr 1705 verstorbenen bekannten Persönlichkeiten. Die Einträge erfolgen innerhalb der einzelnen Daten alphabetisch sortiert. Tiere sind im Nekrolog für Tiere zu finden.

## Januar
| Tag        | Name                           | Beruf, bekannt als                                     | Alter | Beleg |
| ---------- | ------------------------------ | ------------------------------------------------------ | ----- | ----- |
| 2. Januar  | Severin Blaß                   | österreichischer Abt                                   | 53    |       |
| 3. Januar  | Luca Giordano                  | italienischer Maler                                    | 70    |       |
| 5. Januar  | Georg Christoph Eimmart        | Nürnberger Astronom und Kupferstecher                  | 66    |       |
| 10. Januar | Étienne Pavillon               | französischer Jurist und Schriftsteller                |       |       |
| 11. Januar | Dominik Andreas I. von Kaunitz | österreichischer Staatsmann                            | 50    |       |
| 13. Januar | Marie-Catherine d’Aulnoy       | französische Schriftstellerin                          |       |       |
| 14. Januar | Bernardus Cuelmann             | katholischer Priester, Abt des Klosters Marienfeld     |       |       |
| 17. Januar | John Ray                       | britischer Theologe, Altphilologe und Naturforscher    | 77    |       |
| 18. Januar | Otto Aicher                    | deutscher Benediktiner, Hochschullehrer und Dramatiker |       |       |
| 21. Januar | Claude-François Ménestrier     | französischer Theologe                                 | 73    |       |
| Januar     | Matthias Möller                | Bürgermeister von Greifenberg                          | 46    |       |

## Februar
| Tag         | Name                          | Beruf, bekannt als                                                                                | Alter | Beleg |
| ----------- | ----------------------------- | ------------------------------------------------------------------------------------------------- | ----- | ----- |
| 1. Februar  | Sophie Charlotte von Hannover | preußische Königin                                                                                | 36    |       |
| 5. Februar  | Olof Bromelius                | schwedischer Botaniker und Arzt                                                                   | 65    |       |
| 5. Februar  | Jean Gilles                   | französischer Kapellmeister und Komponist                                                         | 37    |       |
| 5. Februar  | Philipp Jacob Spener          | deutscher evangelischer Theologe, Begründer des Pietismus                                         | 70    |       |
| 16. Februar | Gertraud Moller               | deutsche Dichterin des Barock                                                                     | 63    |       |
| 17. Februar | Johann Quentin von Jörger     | k. k. Staats- und Konferenzminister sowie Statthalter des Erzherzogtums Österreich unter der Enns |       |       |
| 20. Februar | Lorenz Beger                  | deutscher Archivar und Numismatiker                                                               | 51    |       |
| 21. Februar | Johann Praetorius             | deutscher Pädagoge, Astronom und Physiker                                                         | 71    |       |
| Februar     | Pierre Beauchamp              | französischer Tänzer und Choreograf                                                               | 73    |       |

## März
| Tag      | Name                                 | Beruf, bekannt als                                       | Alter | Beleg |
| -------- | ------------------------------------ | -------------------------------------------------------- | ----- | ----- |
| 7. März  | Johann Georg Gmelin                  | deutscher Mediziner                                      | 52    |       |
| 14. März | Nicolaus Wilhelm Beckers             | Leibarzt Kaiser Leopolds I.                              |       |       |
| 14. März | Jacob Jacobszn Hinlopen              | holländischer Patrizier und Politiker                    | 60    |       |
| 14. März | James Scott, Earl of Dalkeith        | schottischer Soldat                                      | 30    |       |
| 19. März | Johann Caspar Bauhin                 | Schweizer Arzt, Leibarzt beim Herzog von Württemberg     |       |       |
| 19. März | Georg Ernst von Knigge               | kurbrandenburgischer Amtshauptmann                       | 53    |       |
| 20. März | Maximilian Philipp Hieronymus        | Herzog von Bayern-Leuchtenberg (1655–1705)               | 66    |       |
| 20. März | Martin Trumler                       | italienisch-österreichischer Steinmetzmeister des Barock |       |       |
| 22. März | Christian Heinrich Postel            | deutscher Jurist, epischer Dichter und Opernlibrettist   | 46    |       |
| 28. März | Christoph Friedrich I. von Degenfeld | Herr auf Neuhaus, auf dem Eulenhof und zu Ehrstädt       |       |       |
| 30. März | Johannes Pery                        | österreichischer Steinmetzmeister des Barock             |       |       |

## April
| Tag       | Name                                                | Beruf, bekannt als                                                          | Alter | Beleg |
| --------- | --------------------------------------------------- | --------------------------------------------------------------------------- | ----- | ----- |
| 2. April  | Johann Löhner                                       | deutscher Komponist, Organist und Sänger                                    | 59    |       |
| 5. April  | Itō Jinsai                                          | japanischer konfuzianischer Philosoph                                       | 77    |       |
| 5. April  | Johann Winckler                                     | deutscher lutherischer Theologe und Hauptpastor zu St. Michaelis in Hamburg | 62    |       |
| 6. April  | Odoardo Cibo                                        | Bischof                                                                     | 85    |       |
| 6. April  | Urbano Sacchetti                                    | italienischer Geistlicher, Bischof von Viterbo und Kardinal                 | 65    |       |
| 11. April | Georg Eberhard Schenk von Limpurg-Speckfeld         | deutscher Adliger und Offizier                                              | 61    |       |
| 13. April | Balthasar Ableithner                                | deutscher Bildhauer                                                         |       |       |
| 17. April | Johann Paul von Westhoff                            | deutscher Komponist und Violinist                                           |       |       |
| 24. April | Bernhard Engelbert Christian von Beverförde-Werries | Amtsträger und Beamter in Diensten des Hochstifts Münsters                  |       |       |
| April     | Franz du Hamel                                      | preußischer General der Kavallerie, Generalissimus der Republik Venedig     |       |       |

## Mai
| Tag     | Name                  | Beruf, bekannt als                                                 | Alter | Beleg |
| ------- | --------------------- | ------------------------------------------------------------------ | ----- | ----- |
| 5. Mai  | Ernst Glück           | deutscher Theologe und Lutheraner                                  | 50    |       |
| 5. Mai  | Wolfgang Hager        | deutscher Uhrmacher                                                | 61    |       |
| 5. Mai  | Leopold I.            | Kaiser des Heiligen Römischen Reiches, König von Böhmen und Ungarn | 64    |       |
| 8. Mai  | Otto von Schwerin     | kurbrandenburgisch-preußischer Geheimer Rat und Diplomat           | 60    |       |
| 9. Mai  | Johann Barnstorff     | deutscher Rechtswissenschaftler                                    | 57    |       |
| 14. Mai | Johann Schilter       | Rechtsgelehrter                                                    | 72    |       |
| 17. Mai | Johann Fischer        | deutscher Theologe                                                 |       |       |
| 17. Mai | Johann Moritz Richter | thüringischer Architekt und Stadtplaner                            |       |       |

## Juni
| Tag      | Name                               | Beruf, bekannt als                                                                                   | Alter | Beleg |
| -------- | ---------------------------------- | --- | ----- | ----- |
| 4. Juni  | Wilhelm Jakob Rink von Baldenstein | Fürstbischof von Basel                                                                               | 81    |       |
| 10. Juni | Michael Wigglesworth               | amerikanischer Theologe, Prediger und Dichter                                                        | 73    |       |
| 15. Juni | Isaac Chaim Senior Teixeira        | Kaufmann, Resident und Gemeindeführer                                                                |       |       |
| 16. Juni | Gotthard Kerkring                  | Bürgermeister der Hansestadt Lübeck                                                                  |       |       |
| 20. Juni | Michiel van Musscher               | niederländischer Graveur und Alter Meister des Barock                                                |       |       |
| 23. Juni | Franz Joseph von Serényi           | kaiserlich habsburgischer Feldmarschall-Lieutenant und Inhaber des Dragoner-Regiments No.3           |       |       |
| 25. Juni | Gottlieb Fiedler                   | deutscher Kammerschreiber, Opernlibrettist und Übersetzer                                            |       |       |
| 26. Juni | Hermann Lebermann                  | deutscher lutherischer Geistlicher, Pastor am Dom zu Lübeck und Mitglied im Pegnesischen Blumenorden | 60    |       |
| 27. Juni | Marian Schirmer                    | österreichischer Zisterzienser und Abt                                                               | 54    |       |

## Juli
| Tag      | Name                                       | Beruf, bekannt als                                                  | Alter | Beleg |
| -------- | ------------------------------------------ | ------------------------------------------------------------------- | ----- | ----- |
| 1. Juli  | Giovanni Andrea Bontempi                   | italienischer Kastrat, Musikschriftsteller und Komponist des Barock |       |       |
| 1. Juli  | Johann Christoph von Buttlar               | deutscher Adeliger und Generalmajor                                 |       |       |
| 13. Juli | Titus Oates                                | englischer Geistlicher und Volksverhetzer                           | 55    |       |
| 16. Juli | Bartholomäus Leonhard von Schwendendörffer | deutscher Rechtswissenschaftler                                     | 73    |       |
| 24. Juli | Christoph Burckhardt                       | Schweizer Politiker                                                 | 74    |       |
| 31. Juli | Maria Hueber                               | katholische Ordensfrau, Ordensgründerin                             | 52    |       |

## August
| Tag        | Name                           | Beruf, bekannt als                                     | Alter | Beleg |
| ---------- | ------------------------------ | ------------------------------------------------------ | ----- | ----- |
| 4. August  | Kitamura Kigin                 | japanischer Dichter                                    | 81    |       |
| 6. August  | Johann Ferdinand von Auersperg | 2. Fürst von Auersperg, Herzog von Münsterberg         | 49    |       |
| 6. August  | Jacob Essich                   | deutscher Jurist                                       | 48    |       |
| 7. August  | Friedrich Madeweis             | deutscher Pädagoge und Verwaltungsbeamter              | 56    |       |
| 16. August | Jakob I Bernoulli              | Schweizer Mathematiker und Physiker                    | 50    |       |
| 16. August | Philipp Ludwig                 | Graf zu Leiningen-Rixingen                             | 53    |       |
| 17. August | Maria Rampendahl               | letzte als Hexe angeklagte Person in Lemgo             |       |       |
| 19. August | Johann Ernst von Bibra         | deutscher Offizier                                     | 43    |       |
| 24. August | Georg Engelbrecht der Ältere   | deutscher Jurist                                       | 67    |       |
| 28. August | Georg Wilhelm                  | Fürst des Fürstentums Calenberg und Fürst von Lüneburg | 81    |       |

## September
| Tag           | Name                                  | Beruf, bekannt als                                                                     | Alter | Beleg |
| ------------- | ------------------------------------- | -------------------------------------------------------------------------------------- | ----- | ----- |
| 9. September  | Johann Wilhelm Hilliger               | deutscher evangelischer Theologe                                                       | 62    |       |
| 13. September | Georg von Hessen-Darmstadt            | Offizier in österreichischen Diensten                                                  |       |       |
| 13. September | Emmerich Thököly                      | Anführer eines Aufstands gegen die habsburgische Herrschaft und Fürst von Siebenbürgen | 48    |       |
| 16. September | Gregor Nitzsch                        | deutscher Staatswissenschaftler und Rechtswissenschaftler                              | 45    |       |
| 20. September | Johann Jakob Kees                     | sächsischer Oberpostmeister                                                            | 60    |       |
| 21. September | Georg Wosegin                         | deutscher Mathematiker und Mediziner                                                   | 80    |       |
| 22. September | Melchor Portocarrero Lasso de la Vega | Vizekönig von Neuspanien und Peru                                                      | 69    |       |
| 22. September | Jacobus Trigland der Jüngere          | niederländischer reformierter Theologe und Philologe                                   | 53    |       |
| 23. September | Johann Heinrich Schweizer             | Schweizer evangelischer Geistlicher                                                    | 59    |       |
| 29. September | Nicolaus Nieremberger                 | deutscher Theologe und Orientalist                                                     | 57    |       |

## Oktober
| Tag         | Name                                            | Beruf, bekannt als                                                                          | Alter | Beleg |
| ----------- | ----------------------------------------------- | ------------------------------------------------------------------------------------------- | ----- | ----- |
| 2. Oktober  | August Friedrich von Schleswig-Holstein-Gottorf | Prinz von Holstein-Gottorf, Fürstbischof des Fürstbistums Lübeck                            | 59    |       |
| 9. Oktober  | Johann Christoph Wagenseil                      | deutscher Polyhistor, Rechtsgelehrter und Orientalist                                       | 71    |       |
| 11. Oktober | Guillaume Amontons                              | französischer Physiker                                                                      | 42    |       |
| 13. Oktober | Michael Stephan Radziejowski                    | polnischer Erzbischof und Kardinal                                                          | 59    |       |
| 15. Oktober | Andreas Süße                                    | königlich-polnischer und kurfürstlich-sächsischer Oberbergmeister                           |       |       |
| 17. Oktober | Ninon de Lenclos                                | französische Kurtisane und Salonière                                                        | 84    |       |
| 22. Oktober | Joachim Heinrich von Bredow                     | kurbrandenburgischer Generalmajor, zuletzt Kommandant der Festung Friedrichsburg bei Danzig | 62    |       |
| 27. Oktober | Thyrsus González                                | Generaloberer der Societas Jesu (Jesuitenorden)                                             | 81    |       |

## November
| Tag          | Name                                       | Beruf, bekannt als                                                | Alter | Beleg |
| ------------ | ------------------------------------------ | ----------------------------------------------------------------- | ----- | ----- |
| 3. November  | Laurentius Blumentrost der Ältere          | deutscher Mediziner                                               | 86    |       |
| 9. November  | Zacharias Thayßner                         | deutscher Orgelbauer                                              |       |       |
| 10. November | Augustin Lippi                             | französischer Arzt und Botaniker                                  |       |       |
| 10. November | Justine Siegemundin                        | deutsche Hebamme, Verfasserin des ersten deutschen Hebammenbuches | 68    |       |
| 15. November | Dorothea Charlotte von Brandenburg-Ansbach | Landgräfin von Hessen-Darmstadt                                   | 43    |       |
| 18. November | Elie Merlat                                | französischer evangelischer Geistlicher und Hochschullehrer       | 71    |       |

## Dezember
| Tag          | Name                             | Beruf, bekannt als                                                            | Alter | Beleg |
| ------------ | -------------------------------- | ----------------------------------------------------------------------------- | ----- | ----- |
| 1. Dezember  | Gerardus de Vries                | niederländischer Philosoph und reformierter Theologe                          | 57    |       |
| 5. Dezember  | Ernst Jacob von Audorf           | Militäringenieur und Romanautor                                               | 66    |       |
| 5. Dezember  | Carl Magnus Stuart               | schwedischer Festungsbaumeister, Kammerherr und Generalgouverneur von Kurland |       |       |
| 10. Dezember | Carl Wirtz                       | deutscher Prämonstratenser und Abt der Abtei Rommersdorf                      |       |       |
| 12. Dezember | John Easton                      | englischer Politiker                                                          |       | [ 1 ] |
| 13. Dezember | Plautilla Bricci                 | römische Malerin und Architektin                                              | 89    |       |
| 15. Dezember | Adolf Johann Karl von Bettendorf | Oberamtmann in Königstein und Burggraf in Friedberg                           | 65    |       |
| 21. Dezember | Christine von Baden-Durlach      | Herzogin von Sachsen-Gotha-Altenburg                                          | 60    |       |
| 23. Dezember | Luise von Brandenburg            | Erbprinzessin von Hessen-Kassel                                               | 25    |       |
| 25. Dezember | Franz Daiser                     | Teilnehmer am bayerischen Volksaufstand 1705                                  |       |       |
| 31. Dezember | Katharina von Braganza           | Gattin des englischen Königs Karl II.                                         | 67    |       |
| Dezember     | Christof Lederwasch              | österreichischer Maler                                                        |       |       |

## Datum unbekannt
| Tag | Name                             | Beruf, bekannt als                                                           | Alter | Beleg |
| --- | -------------------------------- | ---------------------------------------------------------------------------- | ----- | ----- |
|     | Peter Appelmann                  | schwedischer Amtshauptmann in Pudagla auf Usedom                             |       |       |
|     | Jasper von Buchwaldt             | Gutsherr der holsteinischen Güter Jersbek und Stegen                         |       |       |
|     | Richard Burthogge                | englischer Arzt, Friedensrichter und Philosoph                               |       |       |
|     | Ambrosius von Oelde              | Kapuzinerund Architekt                                                       |       |       |
|     | Sanggye Gyatsho                  | Lama der Gelug-Tradition des Buddhismus in Tibet, Autor und tibetischer Arzt |       |       |
|     | Johann Georg Melchior Schmidtner | deutscher Maler                                                              |       |       |
|     | Henry Frederick Thynne           | englischer Politiker und Höfling                                             |       |       |
|     | Zhu Da                           | chinesischer Maler und Kalligraph der Qing-Dynastie                          |       |       |